# Garaje Musmeci
El Garaje Musmeci (pronunciación siciliana) o Musumeci (pronunciación italiana), es un palacio de Catania situado en la Piazza Giovanni Bovio. Fue diseñado y construido en 1928 por el arquitecto Francesco Fichera, utilizando un esquema lingüístico querido por el diseñador que fusionaba tradición y modernidad.